# GirlsSpkOut
#GirlsSpkOut è il secondo EP in lingua giapponese (sesto complessivo) della cantante sudcoreana Taeyeon, pubblicato il 18 novembre dalla SM Entertainment.

## Tracce
1. #GirlsSpkOut (feat. Chanmina) – 3:31 (testo: eill, Chanmina – musica: Megan Lee, Shawn Halim, Adien Lewis (WayBetta), Willie Weeks)
2. Worry Free Love – 3:28 (testo: MEG.ME – musica: Andreas Carlsson, Melanie Joy Fontana, Michel "Lindgren" Schulz)
3. Be Real – 3:39 (testo: BOYHOOD (Digz Inc.) – musica: Joe Lawrence)
4. I Do – 3:53 (testo: MEG.ME – musica: Celine Helgemo, Sebastian Aasen, Per Kristian Ottestad, Sheila Simmenes)
5. Sorrow – 3:25 (testo: Sara Sakurai (T's Music) – musica: minGtion (ADC Music), E Jae)